# Puente Nuevo
Puente Nuevo (w jęz. galicyjskim A Pontenova) – nadmorska miejscowość w hiszpańskiej Galicji w prowincji Lugo. Do końca lat 40. XX wieku miasto nosiło nazwę Vilameá.